# 唐·路易斯失踪案
杰克·唐纳德·路易斯（1938年4月30日 – 2002年8月19日（法定死亡）），美国失踪者，1997年8月18日离开佛罗里达州坦帕的家后失踪。事后的调查从路易斯和他第二任妻子卡萝尔·巴斯金共同拥有的安逸街野生动物庇护所，扩展到他在哥斯达黎加持有的土地。没有证据显示路易斯遭人杀害，但调查人员认为路易斯不可能自己失踪。路易斯失踪留下了500万美元的资产。他于2002年宣告死亡。
截至2020年，案件仍未审结，尚未有人因与该案有关的罪行遭逮捕或控罪。该案被讲述俄克拉荷马州私人动物园老板怪人乔与巴斯金纷争的2020年犯罪系列纪录片《养虎为患》提及。希尔斯伯勒县治安官办公室正利用《养虎为患》的知名度帮助案件的调查。

## 背景
唐·路易斯是佛罗里达州戴德市本地人。1981年，他凭借名下的房地产和二手车业务成为白手兴家的百万富翁。路易斯的首任妻子叫格拉迪斯·刘易斯·克罗斯（Gladys Lewis Cross），两人育有三个女儿，还收养了一个女儿。1981年1月的一个晚上，路易斯在坦帕的内布拉斯加大道（Nebraska Avenue）遇到了被丈夫迈克尔·默多克（Michael Murdock）家暴后逃出家门的卡萝尔·巴斯金（娘家姓斯泰尔·琼斯（Stairs Jones）,当时姓默多克）。在依然持有婚姻关系的情形下，默多克和路易斯开始搞外遇。身为路易斯众多女友中的其中一个，卡萝尔帮他在1984年购买出售房地产，不断给路易斯积累财富。1991年，路易斯和默多克与各自的伴侣离婚后结婚。次年，夫妇俩在坦帕为大猫成立动物庇护所安逸街野生动物（现大猫救援）。然而，夫妇俩就该机构的经营模式产生了冲突，路易斯希望将公司打造成养育大猫的公司，而卡萝尔打算将公司发展为慈善机构。
路易斯的第二任妻子、2004年再婚并改名的卡萝尔·巴斯金（Carole Baskin）表示，路易斯性成瘾，经常飞到哥斯达黎加搞外遇，特别是她来月经的时候。路易斯告诉家人和朋友，他最终要搬到哥斯达黎加。1997年初，路易斯开始将佛罗里达州的财产所有权转移到他在哥斯达黎加控制的一家公司。失踪前几天，路易斯买了一张前往哥斯达黎加的飞机票，并把设备装进一辆发往迈阿密的卡车。
巴斯金表示，路易斯的心理健康一路恶化，演变成翻垃圾箱、囤积废弃车辆和垃圾的病态行为。她表示，路易斯失去了短期记忆，时不时会迷路，怀疑他得了阿尔兹海默症。然而，路易斯的前私人律师和生意伙伴对此表示质疑。1997年7月，路易斯向法庭申请为妻子颁布限制令，表示妻子威胁要杀他，还把他准备用来自卫的枪藏了起来。法庭驳回了他的请求。巴斯金表示，路易斯之所有申请限制令，是因为他每次去哥斯达黎加，都会把他囤积的部分垃圾扔掉。事发后，路易斯继续与妻子同居。路易斯多次向妻子透露离婚的愿望，然而妻子不以为然。

## 调查

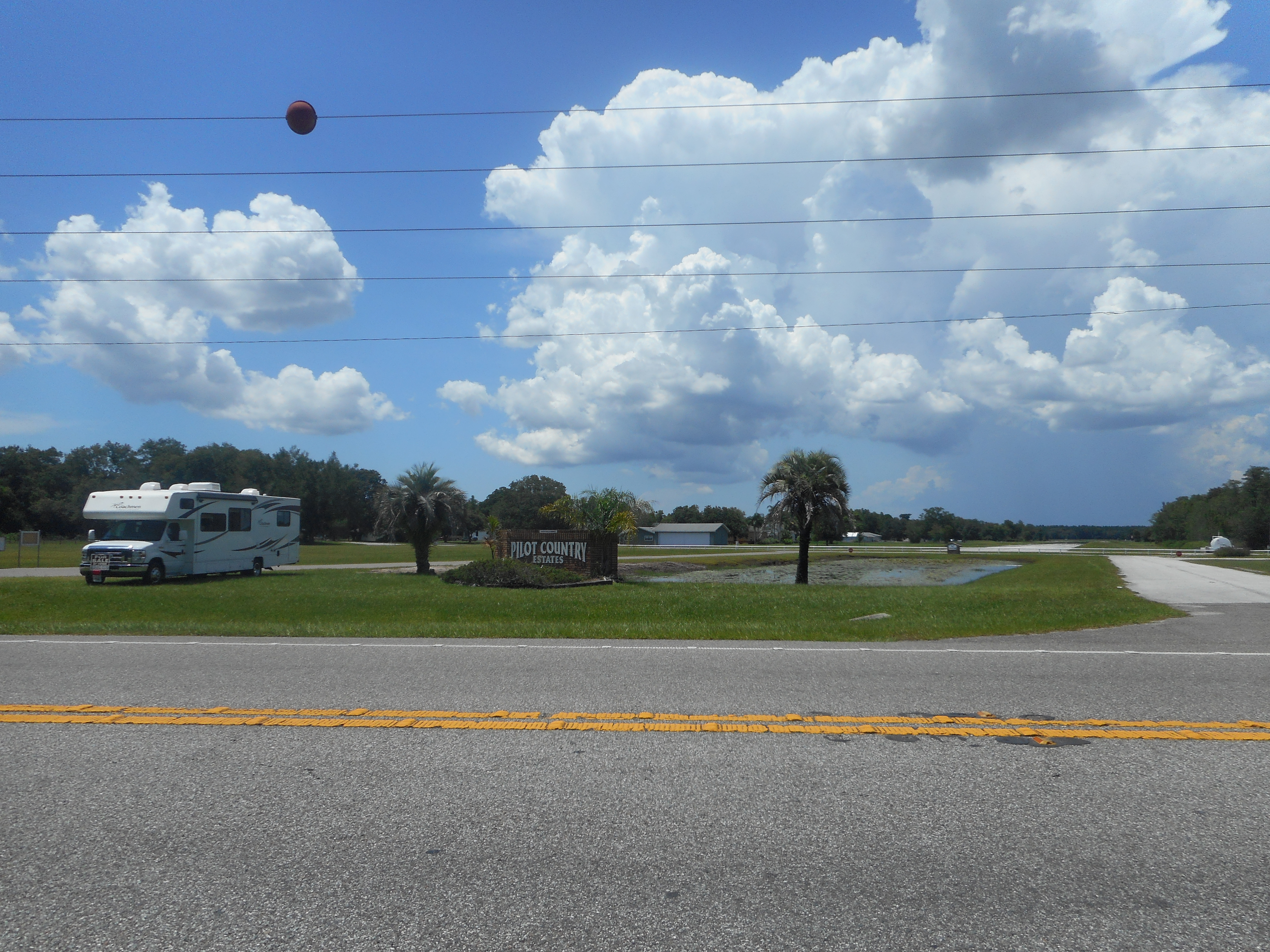
路易斯的货车在飞行员乡村机场（Pilot Country Airport）被发现，图片摄于2016年。

1997年8月18日凌晨6点，路易斯外出送货后，便再也没有进过家门。8月20日，他的1989款白色道奇公羊货车在距离动物庇护所40英里（64）的佛罗里达州斯普林希尔飞行员乡村机场被发现。事发时，路易斯持有多架飞机，是他时不时开的，即便他的私人飞行执照被暂停。而货车的钥匙出现地板上，车子已经停放数天。车内暂未发现其他证据。
希尔斯伯勒县治安官办公室没有在快活街野生动物庇护所发现任何“杀人的迹象”，调查期间他们还前往哥斯达黎加城镇巴加塞斯區的一个由路易斯持有的200英畝（81公頃）公园。哥斯达黎加的调查持续了5天。在当地，调查人员发现了表明路易斯有婚外情和非法商业行为的迹象。他们发现公园最近运走了路易斯的两只虎猫，但目的地不详。失踪后，路易斯的信用卡均无消费记录。
路易斯留下价值500万美元遗产，致使巴斯金和路易斯的子女产生法律纠纷。2002年，路易斯宣告法定死亡。他的大部分财产留给了巴斯金。2004年，巴斯金在个人律师的建议下，拒绝接受调查人员的测谎仪测试，而路易斯的子女自愿接受了该测试。到2005年，有关当局不再接受刘易斯自己消失的理论。然而，尚未有人因与该案有关的罪行遭逮捕或控罪。
2020年，奈飞纪录片《养虎为患》在2019冠状病毒病疫情期间声名大噪。鉴于该纪录片的流行，希尔斯伯勒县治安官乍得·克隆尼斯特（Chad Chronister）呼吁公众提供跟失踪案有关的合法线索或证据。节目播出后，治安官办公室每天收到六条跟路易斯失踪案有关的线索。克隆尼斯特认为，快活街野生动物的一名前员工与路易斯或巴斯金的关系糟糕，可能会推动证据的出现。他重申所在部分“未拥有任何显示（路易斯）遇害”或有犯罪行为的证据，“一条都没有”。他认为，《养虎为患》是出于娱乐目的的作品。截至2020年，案件仍未审结。

## 非官方观点
1998年12月，《人物》杂志的帕姆·兰伯特（Pam Lambert）撰文，指出路易斯失踪案“有丰富的嫌疑人和情景，但证据少得可怜”。《养虎为患》第三集中提到多个跟案件有关的假说。路易斯的子女认为巴斯金拿路易斯的尸体喂了庇护所的老虎，批评侦查人员没有对园内的绞肉机进行基因检测。然而，绞肉机在路易斯失踪几个星期前便被搬离园。巴斯金回应称，如果老虎吃了路易斯，那么必定会留下人的骨头。她对兰伯特的言论表示失望：“你能相信在没有证明的情况下，可以让别人相信你杀了丈夫或妻子吗？找不到尸体，我根本不能洗清我的罪名。”
巴斯金和俄克拉荷马州温尼伍德大温尼伍德奇异动物公园化名怪人乔的老板是世仇。怪人乔提出了一个毫无根据的指控，认为巴斯金跟路易斯的失踪有关。他创作了一部题为《猫咪猫咪来这里》（Here Kitty Kitty）的音乐录影带，在片中打扮成巴斯金的模样给老虎喂生肉。怪人乔还提出了另一种说法，认为路易斯被埋在了动物庇护所的化粪池中，然而化粪池是在路易斯失踪几年后才装上的。纪录片还提到了其他非官方的观点，称路易斯可能飞到了哥斯达黎加，用新身份过新生活，或是在前往哥斯达黎加时坠机身亡。纪录片发行后，巴斯金成了与路易斯失踪案有关的网络迷因对象。